# Kopfhaut-Ohr-Mamillen-Syndrom
Das Kopfhaut-Ohr-Mamillen-Syndrom ist eine sehr seltene angeborene Erkrankung bestehend aus einer Kombination von haarlosen Stellen auf der Kopfhaut, abstehende Ohren mit fast völlig fehlenden Ohrmuscheln, beidseits fehlende Brustdrüsenanlage.
Synonyme sind: Finlay-Syndrom; Finlay-Markes-Syndrom, englisch Scalp-ear-nipple-Syndrome; SEN
Die Namen beziehen sich auf die Autoren der Erstveröffentlichung von 1978 durch A. Y. Finlay und R. Marks.

## Vorkommen
Die Häufigkeit wird mit unter 1 zu 1.000.000 angegeben, bisher wurden 30 Fälle beschrieben. Die Vererbung erfolgt autosomal-dominant.

## Ursache
Der Erkrankung liegen ursächlich Mutationen im KCTD1-Gen auf Chromosom 18 am Genort q11.2 zugrunde.

## Klinische Erscheinungen
Diagnostische Kriterien sind:
- Umschriebene Alopezie am Kopf mit bei Geburt nachweisbarer Entzündung, die während der Kindheit abheilt
- Ohrmuschelfehlbildung mit subtotaler Ohrmuschelhypoplasie und abstehende Ohren
- Beidseitige Amastie

Zusätzlich können Fehlbildungen der Nieren und Harnwege sowie eine Katarakt auftreten.